# 1943 aux échecs
| Années des échecs : 1940 - 1941 - 1942 - 1943 - 1944 - 1945 - 1946    |
| Décennies des échecs : 1910 - 1920 - 1930 - 1940 - 1950 - 1960 - 1970 |

Cet article présente les faits marquants de l'année 1943 aux échecs.

## Championnats nationaux
- Argentine : Juan Iliesco remporte le championnat[1],[2]. Chez les femmes, pas de championnat.
- Autriche nazie : Pas de championnat national pour cause d’Anschluss[3], ni de tournoi féminin[4].
- Belgique : Albéric O’Kelly  remporte le championnat[5]. Chez les femmes, c’est Elisabeth Cuypers qui s’impose[6].
- Brésil : João de Souza Mendes remporte le championnat[7].
- Canada : D. Abraham Yanofsky remporte le championnat[8].
- Écosse : Pas de championnat pour cause de Seconde Guerre mondiale.
- État espagnol : José Sanz remporte le championnat [9].

- État français : Louis Bigot remporte le championnat [10]. Chez les femmes, c’est Dehelly qui s’impose[11].
- États-Unis : Pas de championnat[Note 1],[12],[13] masculin, ni féminin[14].
- Finlande: Pas de championnat[15].
- Pologne[Note 2] : Pas de championnat[16].
- Royaume-Uni : Pas de championnat[17].

- Suisse : Martin Christoffel remporte le championnat [18].
- RSS d'Ukraine :Pas de championnat[19],[20], dans le cadre de l’U.R.S.S.. Chez les femmes, pas de championnat[21].
- Royaume de Yougoslavie : Pas de championnat[22],[23].

## Naissances
- Bobby Fischer (9 mars)
- Lubomir Kavalek

## Nécrologie
- En 1943 : Henryk Pogorieły (en), Emmanuel Sapira (en), Mirko Bröder (en), Alexander Romanovsky (en), Vasily Smyslov Sr. (en), Edward Gerstenfeld (en)
- 9 février : Gunnar Gundersen (en)
- 16 février : Abram Szpiro (en)
- 17 février : Léon Monosson
- En mars : Salo Landau
- 28 mars : Kārlis Bētiņš (en)
- 13 mai : Adrián García Conde (en)
- 16 août : Stasch Mlotkowski (en)
- 26 août : Vladimirs Petrovs
- 29 septembre : Karl Berndtsson (en)
- 17 octobre : Jan Kotrč
- 7 novembre : Abram Rabinovich (en)
- En décembre : Heinrich Wolf